# Djemaa Ouled Cheikh
Djemaa Ouled Cheikh è un comune dell'Algeria situato nella provincia di 'Ayn Defla.